# Placynthiella
Placynthiella is een korstmos behorend tot de familie Trapeliaceae. De typesoort is Placynthiella arenicola.

## Soorten
Volgens Index Fungorum bevat het geslacht negen soorten (peildatum februari 2023):
| Soortnaam                 | Auteur(s)                         | Publicatiejaar |
| ------------------------- | --------------------------------- | -------------- |
| Placynthiella arenicola   | Elenkin                           | 1909           |
| Placynthiella borsodensis | Gyeln.                            | 1939           |
| Placynthiella dasaea      | (Stirt.) Tønsberg                 | 1992           |
| Placynthiella hurii       | S.Y. Kondr. & Lőkös               | 2017           |
| Placynthiella hyporhoda   | (Th. Fr.) Coppins & P. James      | 1984           |
| Placynthiella icmalea     | (Ach.) Coppins & P. James         | 1984           |
| Placynthiella knudsenii   | Lendemer                          | 2004           |
| Placynthiella oligotropha | (J.R. Laundon) Coppins & P. James | 1984           |
| Placynthiella uliginosa   | (Schrad.) Coppins & P. James      | 1984           |